# Sylvestre Gallot
Sylvestre F. L. Gallot (Bazoches-lès-Bray, 29 de janeiro de 1948) é um matemático francês, que trabalha com geometria diferencial. É professor da Universidade de Grenoble.
Gallot obteve um doutorado na Universidade Paris VII, orientado por Marcel Berger.
Foi palestrante convidado do Congresso Internacional de Matemáticos em Berlim (1998 - Curvature decreasing maps are volume decreasing).

## Obras
- com Dominique Hulin, Jacques Lafontaine Riemannian Geometry, Universitext, Springer Verlag, 3. Auflage 2004
- com Daniel Meyer Operateur de courbure et laplacien des formes differentielles d´une variété riemannienne, J. Math. Pures Appliqués, 54, 1975, 259-284
- Inégalités isopérimétriques, courbure de Ricci et invariants géométriques, 1,2, Comptes Rendus Acad. Sci., 296, 1983, 333-336, 365-368
- Inégalités isopérimétriques et analytiques sur les variétés riemanniennes, Astérisque 163/164, 1988, 33-91
- com Pierre Bérard, Gérard Besson Sur une inégalité isopérimétrique qui généralise celle de Paul Lévy-Gromov, Inventiones Mathematicae, Band 80, 1985, S. 295–308,
- com G. Besson, P. Bérard Embedding riemannian manifolds by their heat kernel, Geometric Functional Analysis (GAFA), 4, 1994, S. 373–398
- com G. Besson, G. Courtois Volume et entropie minimale des espaces localement symétriques, Inventiones Mathematicae, 103, 1991, S. 417–445 doi:10.1007/BF01239520
- com G. Besson, G. Courtois: Les variétés hyperboliques sont des minima locaux de l’entropie topologique, Inventiones Mathematicae 177, 1994, S.  403–445
- com G. Besson G. Courtois: Volume et entropie minimales des variétés localement symétriques, GAFA 5, 1995, S. 731–799
- com G. Besson, G. Courtois: Minimal entropy and Mostow’s rigidity theorems, Ergodic Theory and Dynamical Systems, 16, 1996, S. 623–649
- Volumes, courbure de Ricci et convergence des variétés, d'après T. H. Colding et Cheeger-Colding, Séminaire Bourbaki 835, 1997/98